# Svenja Pages
Svenja Pages (n. 3 august 1966, Rheydt) este o actriță germană, care a fost distinsă cu Goldene Kamera.

## Date biografice
Svenja este fiica actorilor Ursula și Harald Pages și sora actriței Annika Pages. Cariera ei de actriță a început după promovarea dramaturgiei la Frankfurt am Main. Devine cunoscută după rolul jucat în serialul Diese Drombuschs, deși a jucat și în îndrăgitul serial de televiziune Tatort.

## Filmografie
- 1986: Diese Drombuschs
- 1988: Ein Fall für zwei
- 1998: Derrick Ein merkwürdiger Tag auf dem Lande
- 1989: Jede Menge Schmidt
- 1989: Drunter und drüber
- 1990: Anwalt Abel
- 1990: Einer für alle
- 1993: Immer wieder Sonntag
- 1993-1994: Hallo Onkel Doc
- 1994: Freunde fürs Leben
- 1994: Die Kommissarin
- 1996: Der Fahnder
- 1996: Und morgen fängt das Leben an
- 1998: Die Cleveren
- 1998: Siska
- 1998: Die Männer vom K3 - Liebestest
- 1999: Tatort Auf dem Kriegspfad
- 2000: Ein unmöglicher Mann
- 2002: Drei mit Herz
- 2002: Flamenco der Liebe
- 2003: Utta Danella Die andere Eva
- 2008: Inga Lindström Sommer der Entscheidung